# سلالة كوترومانيتش

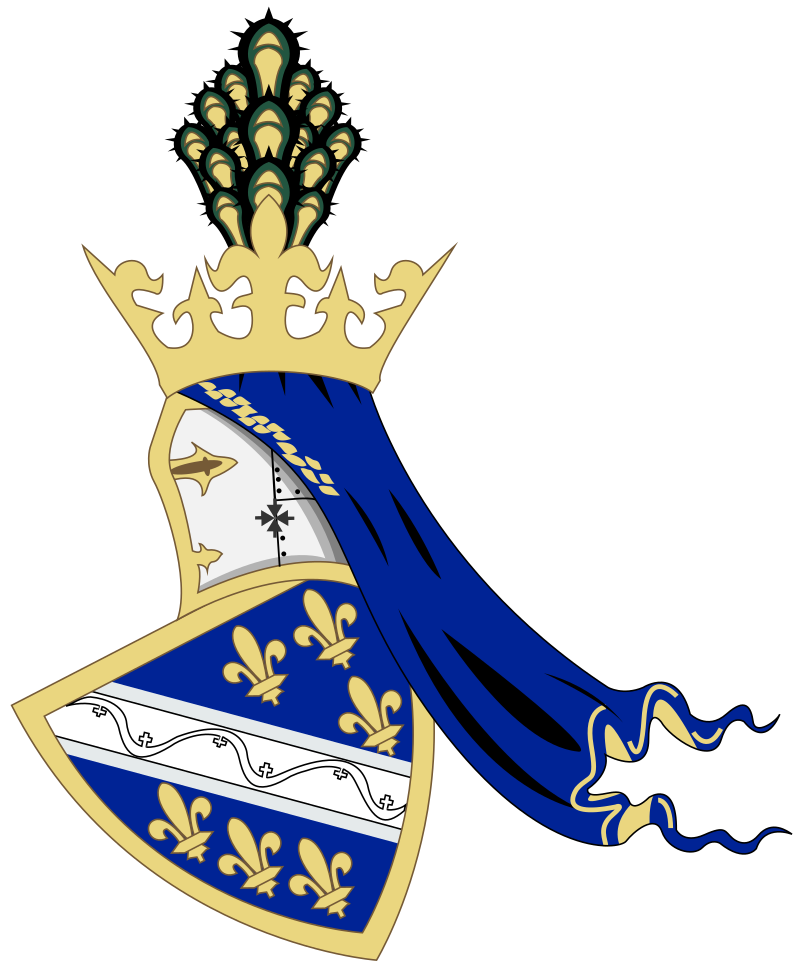
كانت عائلة كوترومانيشي عائلة نبيلة بوسنية حكمت بانات البوسنة ومملكة البوسنة. تأسست هذه السلالة في عام 1250 على يد بانات البوسنة بريزدا الأول. ورثت السلالة بانات البوسنة في عام 1250 بعد أزمة الخلافة في البوسنة. توج ابن فلاديسلاف كوترومانيش ستيبان تفرتكو كوترومانيش نفسه ملكًا على البوسنيين ودالماتيا والأراضي الأخرى التي ستسيطر عليها السلالة.

سلالة كوترومانيتش كانت سلاسة نبيلة بوسنية في أواخر العصور الوسطى ومن ثم سلالة ملكية. صعد حكام كوترومانيتش إلى السلطة في منتصف القرن الثالث عشر كبانات للبوسنة، مع سيطرتهم على ما يزيد قليلًا عن وادي النهر الذي يحمل نفس الاسم، وقاموا بتوسيع مملكتهم من خلال سلسلة من الغزوات لتشمل تقريبًا كل البوسنة والهرسك الحديثة وأجزاء كبيرة من كرواتيا الحديثة وأجزاء من صربيا والجبل الأسود الحديثة، حيث قام تفرتكو الأول في النهاية بتأسيس مملكة البوسنة في عام 1377. تزاوج أعضاء سلالة كوترومانيتش مع العديد من العائلات الملكية في جنوب شرق ووسط أوروبا. حكم آخر الملوك، ستيفن توماسيفيتش، لفترة وجيزة بصفته ديسبوتية صربيا في عام 1459، ثم بصفته ملك البوسنة بين عامي 1461 و1463، قبل أن يخسر كلا البلدين ــ ورأسه ــ لصالح الأتراك العثمانيين.
أصل عائلة كوترومانيتش غير واضح. أول ذكر للاسم نفسه يعود إلى عام 1404، عندما وصف مسؤولو جمهورية راغوزا أعضاء العائلة بأنهم «نبلاء قدامى». في عام 1432، ذكرت حكومة راغوسان فارسًا يُدعى كوترومان القوطي («كوترومانو غوتو») باعتباره جد العائلة. يقال إن الفارس، وهو أحد أقارب الملك المجري، جاء من المجر واستولى على مملكة البوسنة. نقلًا عن مصدر ما قبل عام 1430، كتب مؤرخ راغوسان مافرو أوربيني في القرن السادس عشر عن النبيل والمحارب كوترومان الألماني («كوترومانو تيديسكو»)، الذي عينه الملك المجري بانًا بعد وفاة بان كولين. رفض بعض المؤرخين اللاحقين، مثل لايوس ثالوتشي، نظرية الأصل الألماني لعائلة كوترومانيتش، وبدلًا من ذلك جادلوا بأن العائلة كانت من السكان الأصليين في البوسنة.
أول حاكم بوسني معروف على وجه اليقين بأنه ينتمي إلى عائلة كوترومانيتش هو برييزدا الأول، الذي كان فلاح إقطاعٍ مجري. كان مرتبطًا بطريقة ما بسلفه ماتيج نينوسلاف، ويبدو أنه شارك في الحكم لبعض الوقت قبل أن يصبح البان الوحيد للبوسنة نحو عام 1250. تقترح سلسلة كتب Europäische Stammtafeln (أشجار العائلة الأوروبية) أن برييزدا ونينوسلاف كانا أبناء عمومة من الدرجة الأولى، وأنجبا أبناء مختلفين لكوترومان معين (كوترومانوس). بالإضافة إلى ذلك، يُقترح أيضًا أن النبيلان رادونجا وأوغرين، اللذان شهدا ميثاقًا أصدره نينوسلاف، هما حفيدا كوترومان وأخوان لنينوسلاف.

## نظرة تاريخية

### الاندماج والنهوض
كانت مملكة برييزدا الأول أصغر بكثير من مملكة نينوسلاف، إذ فُصلت المناطق الشمالية من أوسورا وسولي عن طريق التاج المجري. في عام 1284، مُنحت هذه المنطقة المتجاورة إلى صهر الملك لاديسلاوس الرابع ملك المجر، الملك الصربي المخلوع دراغوتين. في نفس العام رتب برييزدا زواج ابنه ستيفن الأول من إليزابيث ابنة دراغوتين. كان للزواج عواقب وخيمة في القرون اللاحقة، عندما استولى أحفاد ستيفن وإليزابيث كوترومانيتش على عرش صربيا.
إلى جانب ستيفن الأول، كان لدى برييزدا ولدان آخران، برييزدا الثاني وفوك، وابنة تزوجت من عائلة بابونيتش السلافية الحاكمة. لم يتم ذكر فوك بعد وفاة برييزدا الأول في عام 1287، والتي شهدت انضمام برييزدا الثاني وستيفن الأول. لم يتم ذكر برييزدا الثاني بعد ذلك، بينما واجه حكم ستيفن الأول على البوسنة تحديًا من قبل حكام دالماتيا الشوبيتش، الذين نجحوا في إخضاع كل البوسنة تقريبًا في أوائل القرن الرابع عشر.
بحلول عام 1314، خلف ستيفن ستيفن الثاني، ابنه الأكبر من إليزابيث. طُردت من البوسنة عام 1314 ولجأت إلى راغوزا مع أطفال ستيفن الأول: ستيفن الثاني، فلاديسلاف، نينوسلاف (الذي مات صغيرًا) وكاثرين (التي تزوجت من عائلة نيمانيتش في زاكلوميا). تمكن ستيفن الثاني وفلاديسلاف من إعادة تأكيد سيطرة الأسرة على البوسنة، وهزموا عائلة يوبيتش في عام 1322. في سياق حكمه، قام ستيفن الثاني بتوسيع مملكة كوترومانيتش إلى أبعد حدودها حتى الآن («من سافا إلى الساحل ومن ستينا إلى درينا»)، ما أدى إلى مضاعفة مساحة أراضي البوسنة. تزوج مرتين أو ثلاث مرات: من أميرة بلغارية، ومن إليزابيث من كويافيا، وربما (أولًا) من ابنة مينهارد الأول ملك أورتنبورغ. أنجب ابنتين: إليزابيث وكاثرين. أدى زواج إليزابيث من الملك لويس الأول ملك المجر عام 1353 إلى رفع مستوى أسرة كوترومانيتش وكان الزواج الأكثر شهرة في تاريخها. كان زواج كاثرين من الكونت هيرمان الأول من سيلجي ذا أهمية أيضًا في الأسرة الحاكمة؛ اعتُرف بابن الزوجين، هيرمان الثاني، باعتباره الوريث المفترض للعرش البوسني في عام 1427، ومن خلاله أصبحت سلالة كوترومانيتش سلف الملوك والملكات الأوروبيين الذين يحكمون حاليًا.